# 沙家拳
起源于中國河北的内家拳种，屬回系武術，誕生于清初，具體年份不詳。
相傳當年河北境内有一大戶人家，家中獨子自幼体弱，未及束髮的年紀時生了一場大病，生命垂危。恰好有一游方和尚到此地，為其治病，並傳授一套内功心法幫助其強健體魄。少年堅持練習了一年后，身體狀況較之以前大爲好轉。曾救過他的和尚再次游方此地，收其為徒並將武藝傾囊相授。少年最終成爲武術宗師，並開山立派，由於其師父是回族人，本姓沙，故命名為沙家拳。
沙家拳目前在民間約傳到第十一代。